# PSR J1719-1438 b
PSR J1719 1438 b är en exoplanet som är belägen 4 000 ljusår från jorden, i stjärnbilden Ormen. PSR J1719-1438 b är en kolplanet som upptäcktes 2011 vid Parkesobservatoriet i Australien. Planeten kretsar kring pulsaren PSR J1719-1438 på 2,17 timmar. Planetens massa är 330 gånger jordens, vilket gör den till den mest massiva planeten som upptäckts.